# مقاطعة جنوة

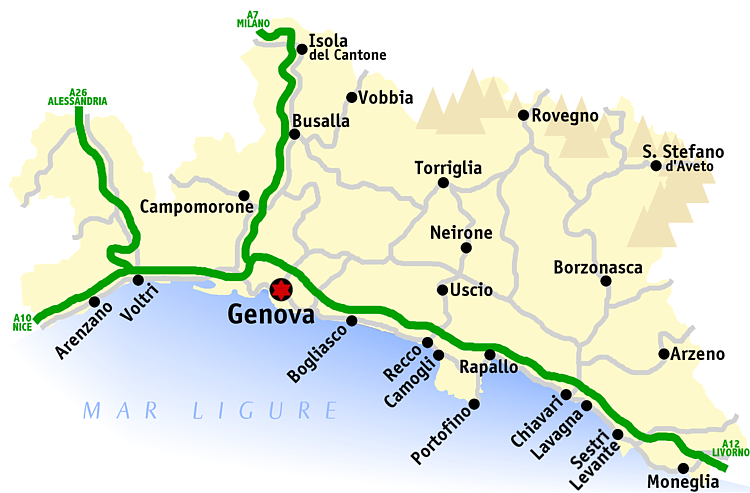
خريطة مقاطعة جنوة

مقاطعة جنوة أو جنوا (بالإيطالية: Provincia di Genova)‏، مقاطعة بشمال إيطاليا في إقليم ليغوريا، عاصمتها مدينة جنوة، سكانها 890.863 نسمة، ومساحتها 1838 كيلومتر مربع، تتكون من 67 بلدية، تحدها من الغرب مقاطعة سافونا، ومن الشمال إقليم بييمونتي (مقاطعة ألساندريا) وإقليم إميليا رومانيا (مقاطعة بياتشنسا ومقاطعة بارما)، ومن الشرق مقاطعة لا سبيتسيا ومطلة جنوبا على البحر الليغوري.